# Board of European Students of Technology

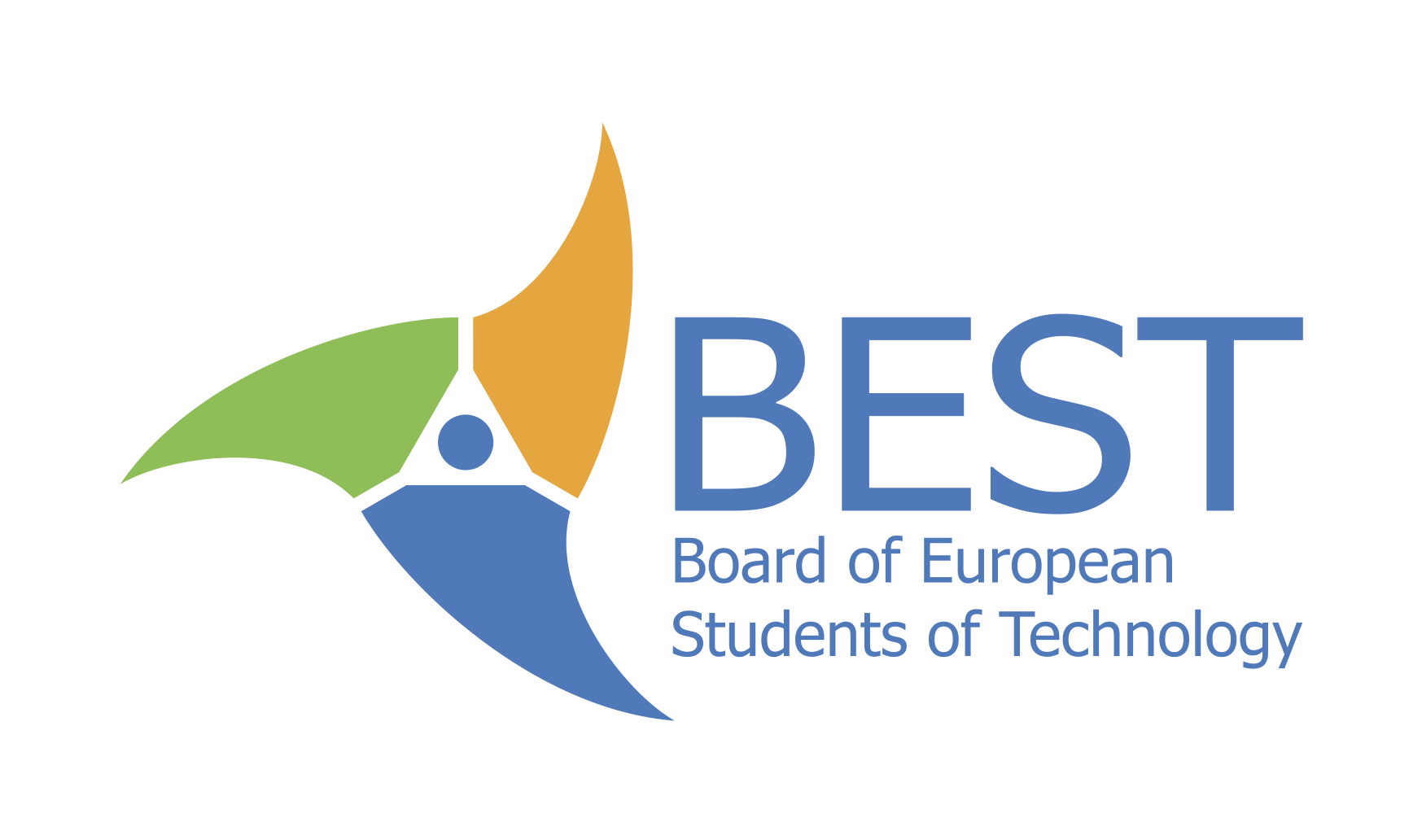

Board of European Students of Technology (BEST) ist eine internationale, unpolitische Non-Profit-Organisation, welche nur von Studenten organisiert wird. Hauptziel ist es, Studenten mit technischen Studiengängen in Europa eine internationale Ausrichtung zu geben.
Die Organisation besteht aus 96 Gruppen, welche in 34 Ländern Europas mit mehr als 3000 Mitgliedern vertreten sind.

## Tätigkeiten
Die Hauptaktivitäten von BEST sind die Organisation und Bewerbung öffentlich-internationaler und lokaler Veranstaltungen. Neben ein- bis zweiwöchigen akademischen und Freizeit-Kursen für internationale Teilnehmer organisieren einige BEST-Gruppen auch Unternehmenskontaktmessen oder Unternehmenspräsentationen an deren Universität. Die Teilnahme an akademischen BEST-Kursen kostet maximal 50 Euro, welche Kost und Logis beinhaltet.
Jedes Jahr zählt man:
- mehr als 100 Veranstaltungen (meistens Kurse) über das ganze Jahr, vor allem im Sommer
- drei Symposia über Bildung
- eine Generalversammlung und eine Versammlung aller lokalen Präsidenten
- zahlreiche interne Treffen (Trainings, regionale Versammlungen, kulturelle Austausche, interne Arbeitstreffen)

Des Weiteren wird in externen, internen und lokalen Events unterschieden. Externe Events sind auch für Nicht-Mitglieder zugänglich, solange man an einer Universität eingeschrieben ist, die eine Lokale BEST Gruppe(LBG) besitzt
Typische externe Events sind:
- BEST Courses[2]
- EBEC[3](European BEST Engineering Competition)
- BEST Career Center / BEST Career Day[4]
- BEST Symposium of Education[5]

## Geschichte
Die erste Idee entstand 1987 während einer europäischen Konferenz für Studenten der Mathematik und der Physik in Stockholm (Schweden). Dabei wurde beschlossen, zweimal im Jahr eine internationale Woche zu veranstalten. Diese sollte jedes Mal in einem anderen Land stattfinden, um die Interaktion zwischen den Studenten weiterzuentwickeln.
Die zweite internationale Woche fand in Grenoble (Frankreich) im März 1988 statt. Nicht nur Studenten der Mathematik oder der Physik kamen zu dieser Versammlung, sondern auch aus anderen Fachrichtungen. Die nächste Veranstaltung wurde in Eindhoven (Niederlande) veranstaltet. Das erste speziell für BEST ausgerichtete Treffen fand in Berlin (Deutschland) im April 1989 statt. Dort wurden die Grundstruktur beschlossen. Der Verein soll aus einem Vorstand, aus einer Generalversammlung und aus Mitgliedern bestehen. Die Delegierten, die daran teilgenommen haben, kamen aus ganz Europa.
Während der Versammlung in Budapest im November 1990 ist das Sommerprogramm als Gruppe von Kursen entstanden, die jeweils zwei Wochen dauerten und in ganz Europa stattfinden. Im Sommer 1991 gab es also die ersten 13 Sommerkurse. In den drei ersten Jahren wurden sie vom EU-Programm TEMPUS unterstützt.
Die Organisation ist stetig gewachsen, da neue lokalen Gruppen dazugekommen sind und neue Projekte entwickelt wurden. Während der XIV. Generalversammlung wurde entschlossen, sich in Zusammenarbeit mit CESAER und SEFI für das thematische Netzwerk H3E im Programm SOCRATES der Europäischen Union zu bewerben. Dieses Netzwerk, offiziell 1996 gegründet, sollte sich mit der Zukunft der Bildung im Bereich der Ingenieurwissenschaften befassen und wurde das erste thematische Netzwerk, in welchem Studenten als gleichwertige Partner teilnehmen können.
Zur XV. Generalversammlung in Belgien hat der Verein eine enge Partnerschaft mit der deutschen Organisation bonding-Studenteninitiative begonnen. Jeder Verein soll die Aktivitäten der anderen anerkennen, um eine Mitarbeit zu starten. Seit 2002 arbeitet BEST mit der Canadian Federation of Engineering Students (CFES) zusammen.

## Liste der BEST-Gruppen

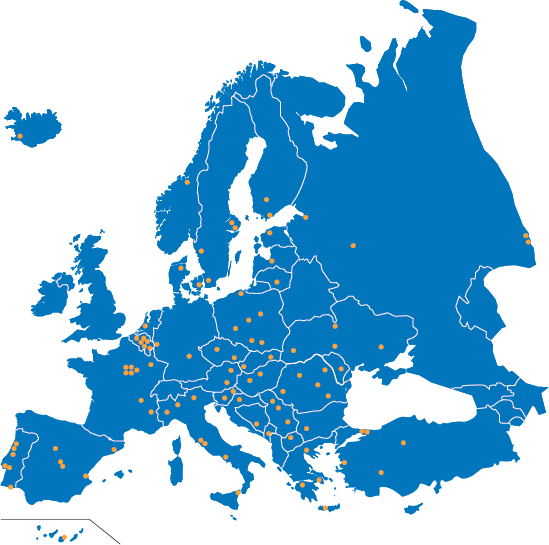
Europa-Karte mit BEST Gruppen, November 2014

- Belgien: ULB Brüssel, VUB Brüssel, Uni Gent, UCL Louvain-la-Neuve, KU Löwen, Uni Lüttich[7]
- Bulgarien: TU Sofia[7]
- Deutschland: RWTH Aachen, FAU Erlangen[7]
- Dänemark: Ålborg Universitetscenter, DTU Kopenhagen[7]
- Estland: TU Tallinn[7]
- Frankreich: ENSAM, INP Grenoble, INSA Lyon, INP Nancy, École Centrale Paris, École polytechnique Paris, ENSTA Paris, École supérieure d’électricité Paris[7]
- Finnland: TU Helsinki, TU Tampere[7]
- Griechenland: NTU Athen, TU Kreta/Chania, Universität Patras, AU Thessaloniki[7]
- Italien: TU Mailand, Uni Federico II Neapel, Uni La Sapienza Rom, Uni Tor Vergata Rom, TU Turin[7]
- Kroatien: Universität Zagreb[7]
- Lettland: TU Riga[7]
- Litauen: TU Kaunas[7]
- Mazedonien: Uni Skopje[7]
- Niederlande: TU Delft[7]
- Norwegen: NTNU Trondheim[7]
- Österreich: TU Graz, TU Wien[7]
- Polen: TU Danzig, TU Krakau, TU Łódź, Schlesische TU, TU Warschau[7]
- Portugal: Neue Uni Lissabon in Almada, Uni Coimbra, TU Lissabon, Uni Porto[7]
- Rumänien: Uni Transilvania Brașov, TU Bukarest, TU Iași, TU Klausenburg, Polytechnische Universität Timișoara[7]
- Russland: USTU Jekaterinburg, USURT Jekaterinburg, BMSTU Moskau[7]
- Schweden: Chalmers Göteborg, Uni Lund, KTH Stockholm, Universität Uppsala[7]
- Serbien: Uni Belgrad, Uni Novi Sad, Uni Niš[7]
- Slowakei: STU Bratislava, TU Košice[7]
- Slowenien: Uni Ljubljana, Uni Maribor, Ege Üniversitesi, Boğaziçi Üniversitesi, Süleyman Demirel Üniversitesi[7]
- Spanien: UPC Barcelona, Uni Carlos III Madrid, UPM Madrid, Uni Valladolid[7]
- Tschechien: TU Brünn[7]
- Türkei: METU Ankara, TU Istanbul, YTÜ[7]
- Ungarn: Budapest, PU Veszprém[7]
- Ukraine: TU Lemberg, Zaporizhzhya National Technical University, Vinnytsia National Technical University[7]

## Partnerorganisationen
- bonding-studenteninitiative e. V. (12 Hochschulgruppen in Deutschland, Sitz in Aachen)[8]
- Canadian Federation of Engineering Students (45 Ingenieur-Hochschulen in Kanada, seit 2004)[8]
- AEGEE (Association des Etats Généraux des Etudiants de l'Europe, aktiv in über 200 Universitäten in 40 europäischen Ländern, Sitz in Paris[8])
- ESTIEM (European Students of Industrial Engineering and Management, 72 Ortsgruppen in 28 Ländern[8])
- European Law Students’ Association (Ortsgruppen in fast 300 Hochschulen in 42 europäischen Ländern[8])

Weiterhin ist BEST Mitglied im internationalen informellen Forum IFISO.